# Grant (Minnesota)
Grant é uma cidade localizada no estado americano de Minnesota, no Condado de Washington.

## Demografia
Segundo o censo americano de 2000, a sua população era de 4026 habitantes.
Em 2006, foi estimada uma população de 4055, um aumento de 29 (0.7%).

## Geografia
De acordo com o United States Census Bureau tem uma área de
70,0 km², dos quais 66,5 km² cobertos por terra e 3,5 km² cobertos por água.

## Localidades na vizinhança
O diagrama seguinte representa as localidades num raio de 8 km ao redor de Grant.